# Stylina
Genre
Espèces de rang inférieur
- Voir le texte

Synonymes
- † Plesiostylina Alloiteau, 1958

Stylina est un genre éteint de coraux durs de la famille des Stylinidae et de l'ordre des Scleractinia.
Les différentes espèces nominales se retrouvent dans des terrains allant du Jurassique à l'Éocène avec une répartition mondiale. L'espèce type était Stylina echinulata. C'est maintenant Stylina insignis par décision de l'ICZN.

## Espèces
†Plesiostylina hourcqi -  †Stylina algarvensis -  †Stylina amdoensis -  †Stylina anthemoides -  †Stylina arborea -  †Stylina arkansasensis -  †Stylina babeana -  †Stylina bangoinensis -  †Stylina bucheti -  †Stylina bulgarica -  †Stylina bullosa -  †Stylina carthagiensis -  †Stylina ceriomorpha -  †Stylina constricta -  †Stylina cotteaui -  †Stylina decemradiata -  †Stylina decipiens -  †Stylina delabechei -  †Stylina deluci -  †Stylina dendroidea -  †Stylina dongqoensis -  †Stylina dubia -  †Stylina echinulata -  †Stylina elegans -  †Stylina esmuni -  †Stylina favrei -  †Stylina fenestralis -  †Stylina girodi -  †Stylina granulosa -  †Stylina higoensis -  †Stylina hirta -  †Stylina hourcqi -  †Stylina inwaldensis -  †Stylina japonica -  †Stylina kachensis -  †Stylina kantoensis -  †Stylina laevicostata -  †Stylina lobata -  †Stylina lortphillipsi -  †Stylina mabutii -  †Stylina macfadyeni -  †Stylina madagascariensis -  †Stylina meriani -  †Stylina microcoenia -  †Stylina micrommata -  †Stylina micropora -  †Stylina nakasai -  †Stylina ndalakashensis -  †Stylina niongalensis -  †Stylina oolitica -  †Stylina pachystylina -  †Stylina parcicosta -  †Stylina parvipora -  †Stylina parviramosa -  †Stylina perroni -  †Stylina pleionantha -  †Stylina ploti -  †Stylina qiebulaensis -  †Stylina regularis -  †Stylina reussi -  †Stylina reussii -  †Stylina sablensis -  †Stylina shamoloensis -  †Stylina sinemuriensis -  †Stylina spissa -  †Stylina stellata -  †Stylina subornata -  †Stylina subramosa -  †Stylina sucrensis -  †Stylina sugiyamai -  †Stylina tenax -  †Stylina thiessingi -  †Stylina tubulifera -  †Stylina tubulosa -  †Stylina valfinensis -  †Stylina waldeckensis